# John Pelham-Clinton
John Pelham-Clinton (1755-1781) est un homme politique britannique qui siège à la Chambre des communes de 1778 à 1781. 

## Biographie
Il est le troisième fils de Henry Pelham-Clinton (2e duc de Newcastle) et est né le 13 septembre 1755. Il fait ses études au Collège d'Eton de 1763 à 1770 et est admis au King's College de Cambridge en 1772. Il entreprend un Grand Tour de 1776 à 1778. 
Le père de Pelham-Clinton, le duc de Newcastle, s'intéresse au siège d'East Retford et, en 1778, peut le mettre à la disposition de son fils. Lors d'une élection partielle le 24 février 1778, Pelham-Clinton est élu comme député de East Retford, alors qu'il se trouve encore à Vienne à l'époque. Il est réélu à l'élection générale de 1780. En 1780, on lui confie le poste de gentilhomme de la chambre à coucher du prince de Galles, à la demande de la famille à Lord North, car son père est malade. Il ne semble pas avoir parlé au Parlement. 
Pelham-Clinton, malade, se rend au Portugal en octobre 1781. Il meurt célibataire à Lisbonne le 10 novembre 1781. 